# ジョーダン・バラゾビック
ジョーダン・ブレイク・バラゾビック（Jordan Blake Balazovic, 1998年9月17日 - ）は、カナダのオンタリオ州ミシサガ出身のプロ野球選手（投手）。右投右打。

## 経歴

### ミネソタ・ツインズ時代
2016年のMLBドラフト5巡目（全体153位）でミネソタ・ツインズから指名され、予定していたオーバーン大学への進学を取り止めプロ入り。傘下のルーキー級ガルフ・コーストリーグ・ツインズでプロデビューし、2017年まで同チームでプレーした。
2018年はA級シーダーラピッズ・カーネルズで12試合（先発11試合）に登板して7勝3敗、防御率3.94の成績を記録した。
2019年はA級シーダーラピッズで開幕を迎え、シーズン途中にA+級フォートマイヤーズ・ミラクルへ昇格。オールスター・フューチャーズゲームへ選出され、シーズン途中に行われたパンアメリカン競技大会のカナダ代表にも選出された。
2020年は新型コロナウイルスの影響でマイナーリーグの試合が開催されず、公式戦への出場はなかった。オフにルール・ファイブ・ドラフトでの流出を防ぐために40人枠に登録された。
2021年はAA級ウィチタ・ウィンドサージで20試合に先発登板して5勝4敗、防御率3.42の成績を記録した。
2023年、ツインズでメジャーリーグ初登板を含む18試合に出場した。
2024年、ツインズの開幕ロースターに入れず、AAA級セントポール・セインツに所属した。

### 斗山ベアーズ時代
2024年7月4日、韓国・KBOリーグの斗山ベアーズと契約した。
同年11月30日、自由契約選手として公示された。

## 選手としての特徴
プロ入り時の評価はそれほど高くなかったが、身長と体重の伸びと共に球速が上がった。制球力もあり、リスクは低いとされている。

## 詳細情報

### 年度別投手成績
| 年 度    | 球 団    | 登 板 | 先 発 | 完 投 | 完 封 | 無 四 球 | 勝 利 | 敗 戦 | セ 丨 ブ | ホ 丨 ル ド | 勝 率 | 打 者 | 投 球 回 | 被 安 打 | 被 本 塁 打 | 与 四 球 | 敬 遠 | 与 死 球 | 奪 三 振 | 暴 投 | ボ 丨 ク | 失 点 | 自 責 点 | 防 御 率 | W H I P |
| -------- | -------- | ----- | ----- | ----- | ----- | -------- | ----- | ----- | -------- | ----------- | ----- | ----- | -------- | -------- | ----------- | -------- | ----- | -------- | -------- | ----- | -------- | ----- | -------- | -------- | ------- |
| 2023     | MIN      | 18    | 0     | 0     | 0     | 0        | 1     | 0     | 0        | 2           | 1.000 | 108   | 24.1     | 26       | 5           | 12       | 0     | 0        | 17       | 3     | 0        | 13    | 12       | 4.44     | 1.56    |
| MLB：1年 | MLB：1年 | 18    | 0     | 0     | 0     | 0        | 1     | 0     | 0        | 2           | 1.000 | 108   | 24.1     | 26       | 5           | 12       | 0     | 0        | 17       | 3     | 0        | 13    | 12       | 4.44     | 1.56    |

- 2023年度シーズン終了時

### 年度別守備成績
| 年 度 | 球 団 | 投手（P） | 投手（P） | 投手（P） | 投手（P） | 投手（P） | 投手（P） |
| 年 度 | 球 団 | 試 合     | 刺 殺     | 補 殺     | 失 策     | 併 殺     | 守 備 率  |
| ----- | ----- | --------- | --------- | --------- | --------- | --------- | --------- |
| 2023  | MIN   | 18        | 2         | 0         | 0         | 0         | 1.000     |
| MLB   | MLB   | 18        | 2         | 0         | 0         | 0         | 1.000     |

- 2023年度シーズン終了時

### 背番号
- 81 （2023年）
- 43 （2024年）

### 記録
MiLB
- オールスター・フューチャーズゲーム選出：1回（2019年）

### 代表歴
- 2019年パンアメリカン競技大会男子野球カナダ代表